# Кереда, Игнасио
Игнасио Кереда Лавинья (исп. Ignacio Quereda Laviña; род. 24 июля 1950, Мадрид) — испанский футболист и футбольный тренер, полузащитник.

## Карьера

### Клубная карьера
В качестве игрока Кереда на протяжении одного сезона выступал на позиции полузащитника в составе молодёжной команды «Реал Мадрид Хувенил», после чего завершил игровую карьеру.

### Тренерская карьера
В 1988 году возглавил тренерский штаб женской национальной сборной Испании по футболу. Под его руководством команда смогла пройти на чемпионаты Европы 1997 и 2013 годов, а также прошла квалификацию на чемпионат мира 2015 года в Канаде. После неудачного выступления команды на чемпионате мира многие игроки и болельщики потребовали отставки Кереды, которая была официально подтверждена 30 июля 2015 года.
Кереда является рекордсменом среди всех тренеров женской сборной Испании, пробыв на этом посту 27 лет, что нередко вызывало споры о безразличном отношении к женской команде страны.